# Giorgio Maria Albertini
Giorgio Maria Albertini (* 29. Februar 1732 in Poreč; † 29. April 1810 ebenda) war ein italienischer Theologe. 

## Leben
Albertini, der aus Kroatien stammte, wurde im Alter von dreizehn Jahren in den Dominikanerorden aufgenommen. Er studierte in Venedig Philosophie, Theologie und Rhetorik. Seine Dissertation, die von der Universität Padua besonders gelobt wurde, spricht davon, der Mensch sei nicht mehr so, wie er, aus Gottes Hand geschaffen, eigentlich sein müsste. Später wirkte Albertini unter anderem als Kanzelredner. Als dieser machte er sich einen Namen. Von Papst Pius VI. wurde Albertini nach Rom berufen, um die Streitfrage zu lösen, ob armenischen Katholiken, die dem Sultan unterstanden, zustand, Gottesdienste in den Kirchen der Schismatiker zu halten, um Verfolgungen zu entgehen. Albertini verneinte die Frage.
1789 wurde er vom Papst als Dogmatik-Lehrer am Collegium der Propaganda in Rom eingesetzt. Auch an der Universität Venedig lehrte er später als Professor. 1807 wurde dieser Lehrstuhl aufgelöst, sodass er in seine Heimatstadt zurückzog. Dort verbrachte er in hohem Alter seine letzten Lebensjahre, in denen er von der Bevölkerung noch geschätzt wurde. Am 29. April 1810 verstarb er schließlich 78-jährig. Kurz vor seinem Tod hatte er sämtliche seiner Predigten verbrannt.

## Werke
- Elementi di lingua latina (Venezia 1782)
- Dissertazione dell' indissolubiltà del matrimonio (Venezia 1792)
- Piano geometrico e scritturale (Venezia 1797)
- Acroasi ossia la somma di lezioni teologiche (fünf Bände; Padova 1798)